# Sunrise Flacq United
Le Sunrise Flacq United ou Sunrise SC est un ancien club de football mauricien, basé à Flacq. Il existait auparavant une grande rivalité entre le Sunrise Flacq United et le Fire Brigade SC. 
Le club représentait les Tamouls. Il disparaît en 2000, et c'est l'Olympique de Moka qui lui succède (voir : Mauritius 2000/01 sur rsssf.com).

## Palmarès
- Championnat de Maurice (8)
  - Champion en 1986-1987, 1988-1989, 1989-1990, 1990-1991, 1991-1992, 1994-1995, 1995-1996 et 1996-1997

- Coupe de Maurice (5)
  - Vainqueur en 1985, 1987, 1992, 1993 et 1996
  - Finaliste en 1997

- Coupe de la République (7)
  - Vainqueur en 1990, 1992, 1993, 1994, 1996, 1997 et 1998

## Anciens joueurs
- Elvis Antoine
- Orwin Castel
- Ashley Mocudé
- Jean-Marc Ithier
- Jean Marc Changou
- Eric Philogene
- Daniel Moonsamy

## Anciens entraîneurs
- 1989 : Mohammad Anwar Elahee
- 1990-1998 : Ashok Chundunsing